# Stavang
Stavang är en by i Kinns kommun i Vestland fylke i västra Norge. Byn ligger vid fylkesväg 611 och Høydalsfjorden. Här finns Stavangs kyrka.
Byn utgjorde tidigare centralort i dåvarande Bru kommun i Sogn og Fjordane fylke.